# Прапор Сновського району
Пра́пор Сно́вського райо́ну — офіційний символ Сновського району Чернігівської області, затверджений 27 липня 2004 року рішенням сесії Щорської районної ради.

## Опис
Прапор являє собою прямокутне полотнище зі співвідношенням сторін 2:3, що складається з двох рівновеликих горизонтальних смуг: зеленої та синьої. У верхньому древковому куті розташовані жовті ключ і молоток.